# Архегониальные растения
Архегониа́льные растения (лат. Archegoniatae) — растения, имеющие женский половой орган — архегоний (мохообразные, папоротникообразные, хвощевидные, плауновидные, голосеменные). В цикле развития большинства архегониальных растений, кроме мхов, спорофит преобладает над гаметофитом. В процессе полового размножения на гаметофите развиваются антеридии содержащие спермиями, а в архегониях развиваются яйцеклетки. Термин введён в начале 1880 годов И. Н. Горожанкиным, К. Гебелем и Ф. Ван-Тигемом.